# الحياة الساكنة (رواية)
الحياة الساكنة هي الرواية الأولى التي كتبتها لويز بيني. ونشرتها مطبعة سانت مارتن (التابعة لدار النشر ماكميلان، المملوكة لمجموعة هولتزبرينك للنشر) في 1 يناير 2005. حازت هذه الرواية على جائزة أنتوني لأفضل رواية أولى عام 2007. وهي الرواية الأولى في سلسلة روايات غامضة يشارك فيها كبير المفتشين أرماند جاماتشي وتدور أحداثها في كيبيك. تحولت الرواية إلى فيلم بعنوان "الحياة الساكنة: لغز ثلاثة أشجار الصنوبر" في عام 2013.

## حبكة
العثور على جثة في الغابة بالقرب من بلدة صغيرة تسمى ثري باينز. يذهب المفتش جاماتشي وفريق العمل التابع له للتحقيق.